# Aphodiinae
{{automatic taxobox
| image = Aphodius spec.jpg
| image_caption = 
| taxon = Aphodiinae
| authority = Leach, 1815
| subdivision_ranks = Трибуси
| subdivision = 
-{Aegialiini

Aphodiini

Eupariini

Odontolochini

Proctophanini

Psammodiini

Stereomerini

Rhyparini}-
}}
Aphodiinae је потпородица инсеката у оквиру породице балегара или котрљана (Scarabaeidae) и реда тврдокрилаца (Coleoptera).

## Опис таксона
Ова потпородица обухвата углавном ситне врсте, величине од 10 до 15 мм, које су најчешће копрофаги или некрофаги, без обзира да ли су у стадијуму ларве или адулта.

## Ареал
Распрострањене су по читавом свету, а велики број насељава станишта са умереном климом. У Европи се могу наћи све до субполарних предела, а на планинама до алпијског појаса. У Србији су присутне и у националном парку Фрушкој гори.